# ZSU-37-2
Die ZSU-37-2 „Jenissei“ war ein Flugabwehrpanzer, der in den späten 1950er Jahren in der Sowjetunion entwickelt wurde. Nach der Erprobung wurde die Entwicklung des Projektes 1962 eingestellt und die Flugabwehrselbstfahrlafette nicht in die Serienproduktion überführt.

## Bezeichnung
Die Originalbezeichnung lautet russisch ЗСУ-37-2 «Енисей» (Transkription: ZSU = Senitnaja Samochodnaja Ustanowka, deutsch Flugabwehr-Selbstfahrlafette, abgekürzt Fla-Sfl). Der GRAU-Index des Waffensystems ist 2A1, der Index der Hauptverwaltung Panzer des Verteidigungsministeriums der UdSSR (russisch главное автобронетанковое управление Министерства обороны) lautet Objekt 119 (Объект 119).

## Entwicklung
Während des Zweiten Weltkrieges verfügte die Rote Armee nicht über selbstfahrende Flugabwehrwaffen eigener Produktion. Die ZSU-37 wurde ab 1945 in geringer Stückzahl produziert, gelangte aber nicht mehr zum Einsatz. Nach Kriegsende wurden in der Sowjetunion Anstrengungen unternommen, moderne und leistungsfähige Flugabwehrwaffen zu entwickeln. Ab 1955 wurde als Zwischenlösung die ZSU-57-2 eingeführt, die mehrere konzeptionelle und konstruktive Mängel aufwies: das Waffensystem besaß kein Radargerät und war damit zur eigenständigen Aufklärung nicht in der Lage, die Feuerleiteinrichtung entsprach nicht mehr den Anforderungen und die Kadenz der beiden 57-mm-Kanonen war zu gering. Insgesamt war die ZSU-57-2 gegen Luftziele in einer Höhe von mehr als 1500 m praktisch wirkungslos, konnte bei Nacht und schlechter Sicht nicht eingesetzt werden und war zur Bekämpfung schnell- und tieffliegender Luftziele nur bedingt geeignet.
1957 wurde daher die Entwicklung einer modernen Fla-Sfl mit zwei 57-mm-Kanonen beauftragt. Das Objekt 530 sollte über ein Radargerät zur Aufklärung und Feuerleitung verfügen. Nach dem Bau eines Mock-ups wurde die Entwicklung 1958 abgebrochen, da nur mit kleinkalibrigen Waffen die erforderliche, wesentlich höhere Kadenz erreicht werden konnte.
Die Entwicklung der ZSU-37-2 wurde am 17. April 1958 mit dem Erlass des Ministerrates der UdSSR №426-211 angewiesen. Gleichzeitig wurde auch die Entwicklung der Fla-Sfl-23-4 beauftragt. In diesem Zeitraum wurden in der UdSSR zahlreiche neue Waffensysteme parallel entwickelt. Dies hatte mehrere Gründe: Einerseits war deutlich geworden, dass nicht alle Anforderungen von einem einzigen Flugabwehrsystem erfüllt werden konnten, da die unterschiedlichen Einsatzgrundsätze und Aufgaben der Truppenteile und Verbände der Sowjetarmee die Entwicklung unterschiedlicher Waffensysteme erforderten. Andererseits war noch nicht absehbar, ob bei der Abwehr von Luftzielen im Höhenbereich von 3 bis 5 km im beweglich geführten Gefecht Flugabwehrraketen oder herkömmliche Artilleriewaffen vorteilhafter waren. Da in der Sowjetunion keine Erfahrungen in der Entwicklung derartig komplexer Waffen vorhanden waren, wurde so auch das Entwicklungsrisiko minimiert. Letztendlich führte dies aber auch zu einer Überbeanspruchung der vorhandenen Entwicklungsressourcen.
Formal handelte es sich bei der ZSU-37-2 Jenissei und der ZSU-23-4 „Schilka“ nicht um konkurrierende Projekte. Die ZSU-37-2 sollte in Panzerregimentern und -divisionen eingesetzt werden, die ZSU-23-4 in motorisierten Schützenregimentern und -divisionen. Während die ZSU-37-2 Luftziele in einer Höhe bis zu 3000 m bekämpfen sollte, war für die ZSU-23-4 ein Höhenbereich bis 1500 m vorgegeben. Nach sowjetischen Vorstellungen handelten Panzerverbände oft auf sich allein gestellt, zusätzliche Luftabwehrmittel standen ihnen nicht zur Verfügung. Die ZSU-37-2 sollte daher den Schutz der Panzerverbände gegen Luftziele in einem möglichst großen Höhenbereich sicherstellen. Gleichzeitig musste sie so beweglich sein, dass sie Panzern auf dem Marsch und im Gefecht folgen konnte. Weiterhin war eine Panzerung des Fahrzeuges unabdingbar.

## Technik

### Fahrgestell
Das Chassis der ZSU-37-2 wurde von dem der Selbstfahrlafette SU-100P abgeleitet. Die SU-100P war ab 1947 bei Uraltransmasch (Уралтрансмаш) entwickelt worden. Die ursprünglich vorgesehene Variante mit der 100-mm-Kanone D-50 wurde nicht in Serie gebaut, jedoch war das Fahrgestell Basis für zahlreiche andere Fahrzeuge. Als Objekt 123 und 124 wurden beispielsweise die aus der SU-100P abgeleiteten Basisfahrzeuge für die Startrampe 1P25 und die Aufklärungs- und Leitstation 1S32 des Flugabwehrraketenkomplexes 2K11 Krug entwickelt, Objekt 303 war das Chassis der 152-mm-Sfl 2S3.
Bei der SU-100P kam ein Stützrollenlaufwerk mit sechs Laufrollen und drei Stützrollen je Seite zum Einsatz. Motor und Getriebe befanden sich im vorderen Teil des Fahrzeuges, demzufolge lag auch das Antriebsrad vorn. Die Laufrollen waren mit Drehstäben gefedert, die jeweils ersten und der letzten Laufrollen wurden hydraulisch gedämpft. Als Motor wurde der flüssigkeitsgekühlte V12-Dieselmotor W-105W verbaut. Bei einem Hubraum von 38,88 Litern gab er eine Leistung von 400 PS ab. Damit konnte auf Straßen eine Geschwindigkeit von 60 km/h und im Gelände zwischen 20 und 25 km/h erreicht werden. Der Fahrbereich lag auf Straßen bei 450 km, im Gelände bei 310 km.
Die Wanne wurde aus Panzerblechen zusammengeschweißt. Sie schützte die Besatzung und Ausrüstung gegen Beschuss aus Handwaffen des Kalibers 7,62 m aus 400 m Entfernung. Der Kampfraum befand sich im hinteren Teil des Fahrzeuges. Auf ihn war ein ebenfalls aus Panzerblechen zusammengeschweißter Turm aufgesetzt, der die Waffenanlage, die elektronische Ausrüstung und die Geschützbedienung aufnahm.
Für die Stromversorgung der elektronischen Anlagen im Stand war die ZSU-37-2 mit einer Gasturbine ausgerüstet.

### Bewaffnung
In der Waffenanlage kam die im Versuchskonstruktionsbüro OKB-16 (ОКБ-16) unter Leitung von Alexander Emmanuilowitsch Nudelman entwickelte automatische 37-mm-Kanone 500P (500П) zum Einsatz. Dabei handelte es sich um eine Neukonstruktion. Die für die in der Sowjetarmee eingeführten Waffen übliche 37-mm-Munition konnte von der 500P nicht verschossen werden. Die 500P wurde auch in der in geringer Stückzahl produzierten 4 × 37-mm-Flak Schkwal (Шквал) genutzt. Für die ZSU-37-2 wurden zwei dieser Waffen im OKB-43 in der Waffenanlage Angara (Ангара) kombiniert. Das Rohr der Kanone hatte eine Länge von 82 Kalibern. Die Waffe verschoss patronierte Munition, die über Gurte zugeführt wurde. Im Normalbetrieb konnten aufgrund der Wasserkühlung Feuerstöße mit maximal 150 Schuss verschossen werden, danach wurde das Rohr für 30 Sekunden gekühlt. Die Kanone erhielt den GRAU-Index 2A11, die Waffenanlage den GRAU-Index 2A12.
Installiert wurde die Waffenanlage mittig im vorderen Teil des Drehturms. Der Richtbereich lag zwischen −1 und +85°. Der Kampfsatz von 540 Granatpatronen wurde in Gurtbunkern links und rechts neben der Waffe mitgeführt. Gerichtet wurden die Waffen mit elektrohydraulischen Richtantrieben, die Umrüstung auf elektrische Richtantriebe war vorgesehen. Die Richtantriebe erhielten den GRAU-Index 2Ä14 (2Э14).
| 37-mm-Maschinenkanone 500P       |                                    |
| Allgemeine Eigenschaften         |                                    |
| Klassifikation                   | Fliegerabwehrkanone                |
| Chefkonstrukteur                 | Alexander Emmanuilowitsch Nudelman |
| GRAU-Index                       | 2A11                               |
| Hersteller                       |                                    |
| Rohr                             |                                    |
| Kaliber                          | 37 mm                              |
| Rohrlänge                        | (L/82)                             |
| Feuerdaten                       |                                    |
| Höhenrichtbereich                | −1° bis +85°                       |
| Seitenrichtbereich               | 360°                               |
| Höchstschussweite                | 4.500 m                            |
| Höchstmündungsgeschwindigkeit    | 1000 m/s                           |
| Feuerrate                        | 900–1200 Schuss/min                |
| Höchstgeschwindigkeit im Schlepp | 35 km/h                            |

### Feuerleitanlage
Für die ZSU-37-2 wurde der Gerätekomplex (радиолокационно-приборный комплекс) Baikal (Байкал) im wissenschaftlichen Forschungsinstitut NII-20 (НИИ-20) entwickelt, der ein Radargerät zur Aufklärung und Zielbegleitung sowie einen Feuerleitrechner umfasste. Der Gerätekomplex erhielt den GRAU-Index 1A11 (1А11), das Radargerät den GRAU-Index 1RL34 (1РЛ34). Das Radargerät arbeitete mit einer Wellenlänge von 3 cm. Die Antennenanlage war auf dem Drehturm installiert. Sie konnte während des Marsches abgeklappt werden, um die Höhe des Fahrzeuges zu verringern. Mit dem Radargerät konnten Luftziele bis auf eine Entfernung von 20 km automatisch begleitet werden. Die automatische Begleitung war im Bereich zwischen 100 und 300 m bis zu einer Geschwindigkeit des Luftzieles von 415 m/s möglich, im Bereich über 300 m Höhe bis zu einer Geschwindigkeit von 660 m/s. Die vertikale Richtgeschwindigkeit lag bei 40 °/s.
Während die automatische Zielbegleitung den Anforderungen entsprach, konnten die erreichten Parameter in der Betriebsart Rundumsuche, also Aufklärung, nicht befriedigen. Dies lag am Konzept der Radaranlage und traf im gleichen Maße auch auf die ZSU-23-4 zu. Beide Waffensysteme nutzten für Rundumsuche und Zielbegleitung jeweils nur ein Radargerät mit einer Antenne. Während der Zielbegleitung und -bekämpfung konnte daher keine Aufklärung durchgeführt werden. Für die Zielbegleitung besaß die Antenne ein nadelförmiges, sehr enges Richtdiagramm. Für eine Rundumsuche ist jedoch ein Cosecans²-Diagramm vorteilhafter. Die Verwendung des nadelförmigen Diagramms führte dazu, dass bei einer Drehung der Antenne um 360° nicht der gesamte Höhenbereich abgesucht werden konnte, zur vollständigen Aufklärung waren mehrere Umdrehungen in verschiedenen Höhensektoren notwendig. Dies führte wiederum dazu, das für den Zielwechsel eine unverhältnismäßig lange Zeit benötigt wurde. Diese lag bei der ZSU-23-4 beispielsweise bei 11 Sekunden, so dass das zweite und weitere Luftziele mit diesem Waffensystem in der Praxis nur mit Hilfe der Ringvisierplatte im optischen Visier bekämpft werden konnten. Diese grundsätzlichen Probleme wurden erst im Flugabwehrkanonenpanzer Gepard durch Verwendung von zwei separaten Radargeräten mit unabhängig arbeitenden Antennen gelöst.
Um das Problem zu lösen, wurde für die ZSU-37-2 das System Ob (Обь) entwickelt. Die Entwicklung war bereits Weisung №426-211 angewiesen worden, die Erprobung war für das zweite Quartal 1960 vorgesehen. Das System Ob bestand aus dem Gerätekomplex Baikal der ZSU-37-2 und der Radarstation Irtysch (Иртыш) auf dem Führungsfahrzeug Newa (Нева). Die Radarstation Irtysch war für die Aufklärung vorgesehen, die Zieldaten wurden dann an das System  Ob übergeben, welches das Ziel dann auffasste und begleitete. Damit war sichergestellt, dass auch während der Zielbegleitung und -bekämpfung ein Luftlagebild bereitgestellt wurde. Für eine Batterie von sechs bis acht ZSU-37-2 war jeweils ein Führungsfahrzeug Newa vorgesehen. Dessen Einführung bot noch einen weiteren Vorteil: Die Fahrzeuge einer Batterie waren ursprünglich nicht miteinander vernetzt, die Kommandanten verfügten nicht über ein gemeinsames Lagebild. Dies erschwert die Koordinierung des Feuerkampfes, da unbeabsichtigte Mehrfach- oder Nichtbekämpfungen von Luftzielen möglich sind. Ein einheitliches, durch das Führungsfahrzeug Luftlagebild hätte die Führung des Feuerkampfes deutlich erleichtert. In der Jahresmitte 1959 wurde die Entwicklung des Systems Ob jedoch abgebrochen, um die Entwicklungskapazitäten für die Entwicklung des Flugabwehrraketenkomplexes 2K11 Krug nutzen zu können. Die ZSU-37-2 wurde daher nur mit dem Gerätekomplex Baikal mit den bekannten Nachteilen erprobt. Auch für die ZSU-23-4 stand während ihrer gesamten Nutzungsdauer kein entsprechendes System zur Verfügung, jedoch wurde mit dem Führungssystem 9S44 Krab für die Fla-Raketenkomplexe 2K11 Krug und 2K12 Kub ein entsprechender konzeptioneller Ansatz erfolgreich realisiert.

## Erprobung
Obwohl in unterschiedlichen Programmen entwickelt, wurden die ZSU-37-2 und die ZSU-23-4 nahezu zeitgleich erprobt. Die ersten Versuchsmuster wurden jeweils im Dezember 1960 fertiggestellt, die Werkserprobung fand vom Dezember 1960 bis zum August 1961 statt, die staatliche Erprobung vom August bis zum Oktober 1961. Die ZSU-37-2 legte während der Erprobung eine Strecke von 1185 km zurück, 6266 Schuss wurden aus den Waffen abgegeben.

### Vergleich mit 57-mm-Flak
Wie erwartet, erreichte die ZSU-37-2 deutlich bessere Leistungen als die ZSU-57-2. Die Vernichtungswahrscheinlichkeit für ein Luftziel des Typs MiG-17 war mindestens 1,9-mal höher. Die ZSU-37-2 erreichte auch Höhenbereiche, in denen die ZSU-57-2 wirkungslos war. Aber auch im Kampf gegen tieffliegende Luftziele führten die höheren Richtgeschwindigkeiten und die höhere Kadenz zu deutlich besseren Leistungen. Vorteilhaft war ebenfalls die Tatsache, dass die ZSU-37-2 den Feuerkampf auch bei Nacht und schlechter Sicht führen konnte. Beide Waffensysteme waren in der Lage, Luftziele auch aus der Bewegung zu bekämpfen, jedoch litt bei der ZSU-57-2 dabei deutlich die Effektivität.
Aber auch gegenüber der 57-mm-FlaK S-60 zeigte sich eine deutliche Überlegenheit, dabei wurde zur Feuerleitung der S-60 die Geschützrichtstation GRS-9 eingesetzt. Hier war die Vernichtungswahrscheinlichkeit mindestens 1,7 mal höher. Im Gegensatz zur S-60 konnte die ZSU-37-2 Ziele auch aus der Bewegung bekämpfen.
Auch im Hinblick auf die Effektivität schnitt die ZSU-37-2 deutlich besser ab. Die geringe Vernichtungswahrscheinlichkeit der ZSU-57-2 zwang dazu, ein einzelnes Luftziel mit einer Batterie aus vier Fahrzeugen zu bekämpfen. Eine Batterie mit sechs S-60 konnte ebenfalls nur ein Luftziel bekämpfen, da je Batterie nur eine Geschützrichtstation vorhanden war. Damit ergab sich ein Personalaufwand von sieben Soldaten bei der ZSU-37-2 gegenüber 28 bei der ZSU-57-2 und 46 Soldaten bei der S-60.
Insgesamt wurde die ZSU-37-2 als erfolgreicher Entwurf angesehen. Nach Einschätzung der staatlichen Erprobungskommission stellte die ZSU-37-2 den Schutz von Panzerverbänden vor Luftzielen bis zu einer Höhe von 3000 m sicher. Die Kommission empfahl daher, die ZSU-37-2 in die Bewaffnung zu übernehmen. Vorgeschlagen wurde auch, die ZSU-37-2 für die Nahbereichsverteidigung der Fla-Raketenkomplexe 2K11 Krug und 2K12 Kub zu nutzen.
| Vergleichsdaten der ZSU-37-2                      |                            |                      |          |
| Parameter                                         | S-60 mit GRS-9             | ZSU-57-2             | ZSU-37-2 |
| Vernichtungswahrscheinlichkeit in einer Höhe von: |                            |                      |          |
| 200 m                                             | 7 %                        | 8 %                  | 15 %     |
| 500 m                                             | 15 %                       | 18 %                 | 25 %     |
| 1000 m                                            | 23 %                       | 8 %                  | 39 %     |
| 1500 m                                            | 22 %                       | 2 %                  | 42 %     |
| 2000 m                                            | 18 %                       | - %                  | 38 %     |
| 3000 m                                            | 14 %                       | - %                  | 30 %     |
| Ballistische Daten                                |                            |                      |          |
| Reichweite, m                                     | 6000                       | 5000                 | 4500     |
| Mündungsgeschwindigkeit, m/s                      | 1000                       | 1000                 | 1000     |
| Geschossgewicht, kg                               | 2,8                        | 2,8                  | 0,7      |
| Kadenz, Schuss pro Minute                         | 100–120                    | 200–240              | 900–1200 |
| Zieldaten                                         |                            |                      |          |
| Höchstgeschwindigkeit, m/s                        | 580                        | 240                  | 660      |
| Gefechtseigenschaften                             |                            |                      |          |
| Feuerleitung                                      | Radar GRS-9 PUAZO-6        | -                    | Radar    |
| Nachtkampf- und Allwetterfähigeit                 | ja                         | nein                 | ja       |
| Feuerkampf aus der Bewegung                       | nein                       | eingeschränkt        | ja       |
| Kampfsatz, Anzahl Granatpatronen                  | -                          | 256                  | 540      |
| Gesamtgewicht einer Waffe, kg                     | 4875                       | 28000                | 27500    |
| Bedienung je Waffe                                | 7                          | 7                    | 4        |
| kleinste taktisch einsetzbare Einheit             | Batterie (6 – 8 Geschütze) | Batterie (4 Fla-Sfl) | Fla-Sfl  |
| Bedienungsstärke gesamt                           | 46                         | 28                   | 4        |

### Vergleich mit der ZSU-23-4
Obwohl unabhängig von der ZSU-23-4 entwickelt, ergab sich aus den ähnlichen Parametern auch ein Vergleich mit der ZSU-23-4. Vorteilhaft waren hier Kaliber und Geschossgewicht in einem Höhenbereich von mehr als 1000 m. Gegen Luftziele in 1000 m Höhe war die Vernichtungswahrscheinlichkeit beider Waffensysteme gleich, bei 1500 m die der ZSU-37-2 geringfügig höher. Gegen Luftziele in einer Höhe von 2000 m und mehr konnte die Schilka aufgrund der ballistischen Leistungen der 23-mm-Kanonen nicht wirken. In geringen Höhen war die ZSU-23-4 jedoch 1,4 bis 1,9 mal effektiver.
Insgesamt stellte sich die Frage, ob motorisierte Schützen- und Panzerverbände nur mit einem der beiden Systeme ausgerüstet werden sollten.
Die ZSU-37-2 war in der Lage, Panzerverbände allein gegen Luftziele in Höhen bis zu 3000 m und auf eine Entfernung von 4500 m zuverlässig zu schützen. Praktisch waren bei Einsatz der ZSU-37-2 präzise Luftangriffe gegen die geschützten Panzerverbände deutlich erschwert. Vorteilhaft war auch die Tatsache, dass das Kaliber von 37 mm einen effektiveren Selbstschutz und eine bessere Wirkung gegen Bodenziele ermöglichte.
Als nachteilig erwies sich zunächst das Gewicht der ZSU-37-2, das bei knapp 28 Tonnen lag. Dieses Gewicht war für den Einsatz in motorisierten Schützenverbänden zu hoch. Nachteilig war auch der Preis. Für die ZSU-23-4 wurde ein Preis von 300.000 Rubel angegeben, für die ZSU-37-2 ein Preis von 400.000 Rubel.
| Vergleichsdaten der ZSU-37-2                             |           |          |
| Parameter                                                | ZSU-23-4  | ZSU-37-2 |
| Vernichtungswahrscheinlichkeit in einer Höhe von:        |           |          |
| 200 m                                                    | 28 %      | 15 %     |
| 500 m                                                    | 35 %      | 25 %     |
| 1000 m                                                   | 39 %      | 39 %     |
| 1500 m                                                   | 39 %      | 42 %     |
| 2000 m                                                   | - %       | 38 %     |
| 3000 m                                                   | - %       | 30 %     |
| Ballistische Daten                                       |           |          |
| Reichweite, m                                            | 2500      | 4500     |
| Reichweite des direkten Schusses, m                      | 1100      | 1200     |
| Mündungsgeschwindigkeit, m/s                             | 1000      | 1000     |
| Geschossgewicht, kg                                      | 0,2       | 0,7      |
| Kadenz, Schuss pro Minute                                | 3200–3600 | 900–1200 |
| Durchschlagsleistung Panzerstahl auf eine Entfernung von |           |          |
| 500 m                                                    | 25        | 50       |
| 1000 m                                                   | 20        | 35       |
| 1500 m                                                   | 10        | 30       |
| 2000 m                                                   | -         | 25       |
| Zieldaten                                                |           |          |
| Höchstgeschwindigkeit, m/s                               | 445       | 660      |
| Gefechtseigenschaften                                    |           |          |
| Feuerleitung                                             | Radar     | Radar    |
| Nachtkampf- und Allwetterfähigeit                        | ja        | ja       |
| Feuerkampf aus der Bewegung                              | ja        | ja       |
| Kampfsatz, Anzahl Granatpatronen                         | 2000      | 540      |
| Gesamtgewicht eines Fahrzeuges, kg                       | 19000     | 27500    |
| Bedienung je Waffe                                       | 4         | 4        |
| Kosten                                                   |           |          |
| Preis, Rubel                                             | 300.000   | 400.000  |

### Vergleich mit der 9K33Osa
Anfang der 1960er Jahre wurde in der Sowjetunion der Fla-Raketenkomplex 9K33 Osa entwickelt. Das Programm wurde vom amerikanischen MIM-46 Mauler anfänglich stark beeinflusst. Die 9K33 war ebenfalls für den Schutz von Panzerverbänden vorgesehen. Aus dem ähnlichen Verwendungszweck ergab sich zwangsläufig ein Vergleich beider Waffensysteme, obwohl sich die 9K33 noch im Projektstadium befand und die Fertigstellung des ersten Prototypes erst für das IV. Quartal 1963 vorgesehen war.
Vorteile hatte die ZSU-37-2 vor allem dadurch, dass eine Bekämpfung von Luftzielen während der Fahrt möglich war, während die 9K33 zum Start der Fla-Raketen und während deren Steuerung stehen musste. Auch ermöglichte die elektronische Ausrüstung und die Waffenanlage die Bekämpfung von Luftzielen mit einer Geschwindigkeit von 660 m/s, während die 9K33 maximal 500 m/s schnelle Luftziele bekämpfen konnte. Jedoch war die Reichweite der 9K33 mit 8000 m deutlich höher als die der ZSU-37-2 mit 5000 m. Auch konnte die 9K33 Luftziele in Höhen bis 5000 m bekämpfen, die ZSU-37-2 nur in Höhen bis 4500 m. Die 9K33 war mit 14 Tonnen Gesamtgewicht nur halb so schwer wie die ZSU-37-2 und benötigte nur drei statt vier Mann Besatzung.
Insgesamt konnte die ZSU-37-2 offensichtlich durch eine kombinierte Ausrüstung mit der ZSU-23-4 und der 9K33 ersetzt werden. Ein Ersatz beider Waffensysteme durch die ZSU-37-2 war zwar prinzipiell ebenfalls denkbar, jedoch wäre das mit Einbußen in den Höhenbereichen unter 1000 und über 4500 m sowie einer Begrenzung der Reichweite auf 5000 m erkauft worden.

### Einstellung des Projektes
Die staatliche Erprobungskommission schlug vor, sowohl die ZSU-23-4 Schilka als auch die ZSU-37-2 Jenissei in die Bewaffnung der Sowjetarmee zu übernehmen. Mit der Weisung des Ministerrates №925-401 vom 5. September 1962 wurde jedoch nur die ZSU-23-4 Schilka in die Bewaffnung der Sowjetarmee übernommen, am 20. September dieses Jahres erging die Weisung zur Einstellung des Projektes ZSU-37-2 Jenissei.
In der Folge wurden sowjetische motorisierte Schützen- und Panzertruppenteile zunächst nur mit der ZSU-23-4 Schilka ausgerüstet, dabei war je Regiment eine Batterie aus zunächst sechs, später vier Fahrzeugen vorgesehen. Die 9K33 wurde erst 1971, nach einer grundsätzlichen Änderung des Designs 1965, in die Bewaffnung der Sowjetarmee aufgenommen. Sie wurde dort in den Flugabwehrraketenregimentern der motorisierten Schützendivisionen eingesetzt und ersetzte dort teilweise den Fla-Raketenkomplex 2K12 Kub.
Die Einstellung des Projektes ZSU-37-2 Jenissei wird heute vielfach kritisch gesehen. Aus heutiger Sicht war keines der erprobten Waffensysteme deutlich überlegen, dazu kommt, dass das System 9K33 Osa in der 1960 betrachteten Konfiguration für den vorgesehenen Aufgabenbereich nie serienreif wurde. Die ZSU-23-4 Schilka litt unter den mangelnden Aufklärungsmöglichkeiten. Diesen Nachteil hatte jedoch auch die ZSU-37-2, er wäre nach dem damaligen Stand der Technik nur durch die Einführung des Systems Ob zu beseitigen gewesen.
Als gravierendste Nachteile stellten sich jedoch Reichweite und Waffenwirkung der ZSU-23-4 heraus. Als Folge des Jom-Kippur-Krieges gelangten einige Flakpanzer über Israel in die USA und wurden dort zu Beschussversuchen der Flugzeuge A-10 und A-7 benutzt. Als Folge der Versuche wurden verschiedene Maßnahmen zur Erhöhung der Überlebensfähigkeit der A-10 eingeführt, so dass sie mit der 23-mm-Munition praktisch nicht mehr erfolgreich bekämpft werden konnte. In den 1980er Jahren zeigten sich weitere Mängel des Waffensystems. Mit dem zunehmenden Übergang zu abstandsfähigen Waffen genüge die Reichweite der 23-mm-Kanonen nicht mehr den gestiegenen Anforderungen. Die ZSU-23-4 konnte durch Kampfhubschrauber mit Panzerabwehrlenkraketen bekämpft werden, die sich außerhalb ihrer Reichweite befanden. Folgerichtig ging man in der UdSSR ab 1970 zum Kaliber 30 mm über, was einen guten Kompromiss zwischen ballistischen Leistungen einerseits und Größe und Gewicht andererseits ermöglichte.